# Харьковский национальный аграрный университет имени В. В. Докучаева
Харьковский национальный аграрный университет имени В. В. Докучаева (укр. Харківський національний аграрний університет ім. В. В. Докучаєва) — бывшее высшее учебное заведение IV уровня аккредитации, расположенное в городе Харьков. Основан в 1816 году. Прекратил существование в 2021 году, войдя в состав новосозданного Государственного биотехнологического университета.

## История

### 1816—1917
В октябре 1816 года указом Александра I был учреждён Институт сельского хозяйства в Марымонте, близ Варшавы.
Приём студентов был начат в 1820 году. Устав института был опубликован в 1822 году и предусматривал целью заведения «подготовлять практически образованных земледельцев, способных руководить сельскохозяйственными работами и управлять имениями». Принимались лица, достигшие 17 лет и исполнявшие уже какие-нибудь должности в казенных или частных имениях, с четырьмя классами гимназии. Курс обучения был двухгодичным, а для наиболее способных воспитанников сокращался до года. С теоретическими занятиями соединялись полевые и другие сельскохозяйственные работы.
В 1840 году после присоединения Варшавской лесной школы институт был преобразован в Институт сельского хозяйства и лесоводства, с двумя отделениями — сельскохозяйственным и лесным. К прежним целям добавились подготовка образованных лесничих и производство сельскохозяйственных опытов и наблюдений. По новому уставу в число студентов принимались лица, достигшие 16 лет и имеющие познания в объёме шести классов гимназии; курс обучения был двухгодичным.
В 1857 году институт был преобразован в закрытое учебное заведение на 150 человек, от которых требовалось знание всех предметов гимназического курса, кроме древних языков; курс обучения стал трехгодичным; лесное отделение было закрыто.
В 1862 году институт был закрыт.
В 1863 году институт был переведён в Новоалександрию Люблинской губернии, размещён в Пулавском дворце (бывшем имении князей Чарторыйских, реквизированном после восстания 1831 года) и в дальнейшем преобразован в Новоалександрийский институт сельского хозяйства и лесоводства.
С 1876 года издавались «Записки».
До 1893 г. окончившие полный курс по окончании года практики подвергались особому испытанию и после успешного защиты «представленного рассуждения» в совете И. получали звание агронома или лесничего. Эти учёные степени не давали никаких служебных, сословных или учёных прав, и потому многие из окончивших курс в институте поступали в другие однородные высшие учебные заведения, большинство (около 70-75 %) довольствовались аттестатом об окончании теоретического курса.
В 1893 году учебное заведение было реорганизовано, также в пользование институту была предоставлена казенная лесная дача «Руда».
По новому уставу, принятому 17 апреля 1893 года, трехлетний курс был заменен четырёхлетним и от поступающих требовался аттестат зрелости или свидетельство об окончании курса реального училища с дополнительным классом. Выпускники получали звание агронома или лесовода I или II разрядов, с правом ношения особого знака, не имеющие по происхождению прав высшего состояния причислялись к личному почетному гражданству.
В институте преподавались следующие специальные дисциплины: на сельскохозяйственном отделении — частное земледелие, сельскохозяйственный химический анализ, общая и частная зоотехния, физиология животных, ветеринария, сельскохозяйственная экономия, сельскохозяйственные орудия и машины, законоведение в объёме, необходимом для сельских хозяев; на лесном отделении — дендрология, лесная таксация, лесоустройство, лесоупотребление, лесные законы и лесоуправление.
В 1896 году в состав института входили 20 кабинетов, 3 лаборатории, ветеринарная клиника, метеорологическая станция, опытная ферма, оранжереи, лесные питомники, библиотека и читальня, численность преподавателей составляла 42 человека, численность студентов — 246 человек.
После начала Первой мировой войны в 1914 году институт был эвакуирован в Харьков (на базе оставшихся в Новоалександрии подразделений института в 1917 году был создан научно-исследовательский институт сельского хозяйства, существовавший до 1951 года, когда НИИ был расформирован, а его подразделения вошли в состав различных институтов Академии наук ПНР).

### 1918—1991
Во время гражданской войны институт не функционировал, но 21 марта 1921 года был восстановлен под наименованием Харьковский институт сельского хозяйства и лесоводства.
В 1933 году учебное заведение получило новое наименование — Харьковский сельскохозяйственный институт.
В 1941 году институт был награждён орденом Трудового Красного Знамени.
После начала Великой Отечественной войны в связи с приближением к городу линии фронта в октябре 1941 года институт был эвакуирован в Узбекскую ССР, но в ходе реэвакуации в октябре 1944 года вернулся в Харьков.
В марте 1946 года институту было присвоено имя В. В. Докучаева.
В 1956 году в состав института входили шесть факультетов (агрономический; защиты растений; агрохимии и почвоведения; экономический; землеустроительный; лесохозяйственный), факультет заочного обучения, действовали аспирантура, учебно-опытное хозяйство и учебно-опытное лесничество.
В 1972 году при институте был создан дендрологический парк.
В 1976—1977 учебном году в состав института входили шесть факультетов (агрономический — с отделением селекции и семеноводства; защиты растений; агрохимии и почвоведения; экономический — с отделением бухгалтерского учёта; землеустроительный; архитектуры и сельскохозяйственного строительства), факультет заочного обучения, факультет повышения квалификации, действовали аспирантура, 32 кафедры, свыше 100 учебных кабинетов и лабораторий, 2 учебно-опытных хозяйства и библиотека на 440 тыс. книг. Профессорско-преподавательский коллектив насчитывал свыше 310 человек (в том числе, 20 профессоров и докторов наук, а также 170 доцентов и кандидатов наук), численность обучавшихся студентов составляла 5,6 тыс. человек.
В период с 1921 по 1977 год институт подготовил свыше 20 тыс. специалистов.
В 1977 году был открыт филиал института в Сумах.
В 1984—1985 учебном году в состав института входили восемь факультетов, действовали аспирантура, специальное опытное проектно-конструкторское бюро технических средств обучения, 2 учебно-опытных хозяйства общей площадью 11 700 га (животные фермы, машинно-тракторный парк и 2000 га пахотных земель) и библиотека (фонд которой составлял свыше 640 тыс. книг), численность обучавшихся студентов составляла 8900 человек.
В 1989 году в институте обучалось 6 тыс. студентов.

### После 1991
В 1991 году институт преобразован в Харьковский государственный аграрный университет им. В. В. Докучаева.
В марте 1995 года Верховная Рада Украины внесла университет и учебно-опытное хозяйство «Коммунист» ХГАУ в перечень объектов, которые не подлежат приватизации в связи с общегосударственным значением.
27 марта 2002 года университету был присвоен статус национального.
В ноябре 2012 года Кабинет министров Украины принял решение о объединении Харьковского национального технического университета сельского хозяйства, Харьковского национального аграрного университета им. В. В. Докучаева и Харьковской государственной зооветеринарной академии в единое высшее учебное заведение (в июне 2014 года распоряжение было отменено).
4 февраля 2015 года Кабинет министров Украины передал университет из сферы управления министерства аграрной политики и продовольствия Украины в ведение министерства образования и науки Украины.